# Ferrari (Lied)
Ferrari ist ein Lied des deutschen Rappers Eno aus dem Jahre 2019, welches dieser zusammen mit dem Musiker Mero aufnahm. Die erste Singleauskopplung aus seinem zweiten Studioalbum Fuchs wurde von den beiden Künstlern selbst geschrieben sowie von Iceberg produziert.

## Hintergrund
Noch vor der offiziellen Veröffentlichung des Liedes luden die zwei Rapper auf dem sozialen Netzwerk Instagram eine Hörprobe des Titels hoch, die innerhalb kurzer Zeit etwa 6 Millionen Aufrufe erhielt, was den Beitrag auf der Website zu dem bis dato meistangesehenen zum Thema Deutscher Hip-Hop machte. Am 6. Februar erschien auf dem Kanal des Plattenlabels Alles oder Nix Records ein etwa 30-sekündiger Teaser, der das Musikvideo und die Vollversion des Titels für 23:59 des nächsten Tages ankündigt. Noch vor besagter Uhrzeit wurde der Song jedoch auf WhatsApp geleakt. Die offizielle Veröffentlichung fand dennoch zum geplanten Zeitpunkt statt.

## Musik und Text
Ferrari ist ein Trapsong, dessen Beat dem Genre entsprechend von tiefen 808-Bass Drums, schnellen Hi-Hats und Snares dominiert wird. Der Stimmvortrag wechselt zwischen gerappten Strophen, welche teilweise in Doubletime-Manier dargebracht werden, und einem gesungenen Refrain, der deutliche Anleihen der Arabeske aufweist und großteils auf Türkisch verfasst wurde. Eno rappt hierbei die erste Strophe und singt den deutschen Teil der Hook, während Mero den zweiten Vers und die türkische Hälfte des Chorus darbietet. Beide Interpreten verwenden stellenweise den Stimmeffekt Autotune. Inhaltlich preisen die Künstler ihren Lebensstil, ihren Erfolg und ihre Popularität an, während dem Zuhörer gedroht wird, sich aufgrund ihrer Waffen nicht mit ihnen anzulegen. Durch den gesamten Text zieht sich das Motiv der Autofahrt.

## Musikvideo
Im unter der Regie von Michael Jackson entstandenen Musikvideo zu Ferrari sind Eno und Mero gemeinsam oder einzeln in mehreren unterschiedlichen, garagenähnlichen Räumen zu sehen, in denen sie zumeist vor einem Auto tanzen. Das jeweilige Gefährt unterscheidet sich dabei von Szene zu Szene. Die meisten der Zimmer sind in dunklen Farben gehalten und werden durch Deckenlampen oder mehrere helle Neonröhren beleuchtet. Es sind allerdings auch gänzlich weiße Räume vorhanden, in welchen es zu schneien scheint. Einzelne Einstellungen zeigen die Musiker auch beim Essen oder beim Schattenboxen mit brennenden Fäusten. In einem kurzen Moment hat der Rapper Xatar, der auch als Executive Producer des Videoclips fungierte, einen Cameo-Auftritt.

## Kritik
Ferrari erhielt gemischte Kritiken. Zwar erkannte man in dem Lied Hitpotenzial und lobte Meros Gesangsstil, der mit dem des Sängers Ibrahim Tatlises verglichen wurde, sowie den Einfluss orientalischer Musik, dennoch wurde sowohl der eintönig strukturierte Aufbau, durch den der Track innerhalb seines Genres nichts Neues biete, als auch der großspurige Inhalt kritisiert.

## Erfolg
Ferrari war im deutschsprachigen Raum ein großer kommerzieller Erfolg. Es gelang ihm, in Deutschland, Österreich und der Schweiz die Spitze der Charts zu erreichen.

## Auszeichnungen für Musikverkäufe
Im November 2019 wurde Ferrari in Deutschland mit einer Goldenen Schallplatte für über 200.000 verkaufte Einheiten ausgezeichnet.

| Land/Region        | Auszeichnungen für Musikverkäufe (Land/Region, Auszeichnung, Verkäufe) | Verkäufe |
| ------------------ | ---------------------------------------------------------------------- | -------- |
| Deutschland (BVMI) | Gold                                                                   | 200.000  |
| Insgesamt          | 1× Gold ·                                                              | 200.000  |